# Enrico Corradini
Enrico Corradini (ur. 20 lipca 1865 w Montelupo Fiorentino, zm. 10 grudnia 1931 w Rzymie) – włoski polityk, pisarz i filozof nacjonalistyczny.

## Życie
Urodził się w rodzinie drobnych posiadaczy ziemskich. Ukończył filologię we Florencji w 1888. Pracował kilka lat jako nauczyciel liceum. Pisał sztuki teatralne (niepublikowane) oraz powieści. Na początku XX wieku zainteresował się polityką i nacjonalizmem. Założył i redagował pismo „Regno” (1903-1906).
Założyciel Stowarzyszenia Nacjonalistów Włoskich (1910), od 1923 dożywotni senator z nominacji Mussoliniego, następnie minister stanu w rządzie duce (1928).
W latach 20. nawiązał kontakty z polskim ruchem narodowym Romana Dmowskiego.
Zmarł w 1931 roku i został pochowany we florenckiej bazylice Świętego Krzyża, stanowiącej narodowy panteon Włochów, obok Dantego Alighieri, Michała Anioła, Niccolò Machiavellego, Galileusza, Rossiniego i innych historycznych postaci.

## Poglądy
Głosił metafizyczną łączność współczesnego państwa włoskiego i starożytnego Rzymu, zdecydowany przeciwnik indywidualizmu, demokracji, liberalizmu i socjalizmu, krytyk ustroju parlamentarnego. Popierał politykę kolonialną i zbrojenia - wierzył w znaczenie wojny jako czynnika rozwoju narodu, głosił ideę "społeczeństwa wojującego"; warunkiem rozwoju przyszłych Włoch miała być likwidacja systemu demokratycznego, wzmocnienie roli monarchy i Kościoła, jako czynników spajających społeczeństwo.